# ワン・フロム・ザ・ハート
『ワン・フロム・ザ・ハート』（One from the Heart）は、フランシス・フォード・コッポラが監督した1982年公開のアメリカ映画。主演は『地獄の黙示録』『ローズ』で全米映画批評家協会賞助演男優賞を獲得したフレデリック・フォレストと、『ヤング・フランケンシュタイン』『未知との遭遇』等の助演で知られるテリー・ガー。レベッカ・デモーネイの映画デビュー作でもある。2004年にDVD化された。

## 概要
ラスベガスを舞台とした恋愛映画だが、全編ハリウッドにあるコッポラ所有のスタジオ「ゾーイトロープ・ロス・スタジオ」で制作され、巨大な飛行機に至るまでセットが作られた。一説には『地獄の黙示録』のフィリピンロケにおける被害（ハリケーンでセットが破壊されたこと）を考慮し、時間や天候を全てコントロールできる室内撮影を実施したかったとされているが、本作は興行的に失敗し、巨額の制作費を回収できなかったコッポラは、ゾーイトロープ・ロス・スタジオを売却せざるを得なくなる。
シンガーソングライターのトム・ウェイツが音楽を担当。コッポラは、男女の会話を音楽で表現することを考え、女性カントリー歌手クリスタル・ゲイルもサウンドトラックに参加。詳細はワン・フロム・ザ・ハート (アルバム)参照。
日本公開は1982年8月、字幕は戸田奈津子が担当。

## あらすじ
ラスベガスで同棲していたカップル、ハンクとフラニーは、独立記念日の前日に大喧嘩してしまう。そして、二人はそれぞれ新しい恋に走る。

## キャスト
※括弧内は日本語吹替（テレビ版）
- ハンク - フレデリック・フォレスト（小川真司）
- フラニー - テリー・ガー（鈴木弘子）
- レイ - ラウル・ジュリア（野沢那智）
- ライラ - ナスターシャ・キンスキー（岡本茉莉）
- マギー - レイニー・カザン（此島愛子）
- モー - ハリー・ディーン・スタントン（青野武）
- レストラン店主 - アレン・ガーフィールド
- カーマイン・コッポラ
- イタリア・コッポラ
- レベッカ・デモーネイ

日本語吹替その他：藤本譲、峰恵研

## 評価
本国アメリカでは『ニューヨーク・タイムズ』『ロサンゼルス・タイムズ』『ヴァラエティ』『ヴィレッジ・ヴォイス』等の大手メディアに批判される。一方、イギリスやフランスではアメリカほどの悪評ではなく、イギリスの音楽雑誌NMEでは「この映画を嫌う者は冷たい心の持ち主」という好意的なレビューが掲載された。
サウンドトラック・アルバムは高く評価され、アカデミー編曲・歌曲賞にノミネートされた。

## その他
モンテ・ヘルマンとジャン＝リュック・ゴダールが本作の制作現場を撮影。ヘルマンのフィルムは雑誌のおまけの短編ドキュメンタリー・ビデオとして発表され、ゴダールのものは1985年にテレビ番組『Vision』で使用された。
ARAKAWA RAP BROTHERSのアルバム『ARAKAWA魂』に収録されている「O.V.E. OVERFLOW ERROR」という楽曲で、本作の輸入盤のビデオに、テリー・ガーとフレデリック・フォレストがベッドルームで口論しているシーンがカットされているという蘊蓄が述べられている。